# فرناندو لونا
فرناندو لونا (بالإسبانية: Fernando Luna)‏ مواليد 24 أبريل 1958 في ثيوداد ريال، إسبانيا، هو لاعب كرة مضرب إسباني سابق بدأ مسيرته كمحترف سنة 1977 وكان يلعب باليد اليمنى، اعتزل اللعب في 1991. أعلى تصنيف له في الفردي كان المركز الـ 33 في سنة 1984. أعلى تصنيف له في الزوجي كان المركز الـ 407 في سنة 1988.

## روابط خارجية
- فرناندو لونا على موقع رابطة محترفي التنس (الإنجليزية)
- فرناندو لونا على موقع الاتحاد الدولي لكرة المضرب (الإنجليزية)
- فرناندو لونا على موقع كأس ديفيز (الإنجليزية)
- فرناندو لونا على موقع خلاصة التنس.كوم (الإنجليزية)